# Foiano della Chiana
Foiano della Chiana est une commune italienne de la province d'Arezzo, dans la région Toscane.

## Administration
| Période                                  | Période | Identité | Étiquette | Qualité |
| ---------------------------------------- | ------- | -------- | --------- | ------- |
|                                          |         |          |           |         |
| Les données manquantes sont à compléter. |         |          |           |         |

### Hameaux
Pozzo della Chiana, Renzino

### Communes limitrophes
Castiglion Fiorentino, Cortona, Lucignano, Marciano della Chiana, Sinalunga